# Fernando Rodríguez Villalobos
Fernando Rodríguez Villalobos (La Roda de Andalucía, 4 de marzo de 1952) es un político español. Fue presidente de la Diputación Provincial de Sevilla y presidente del PSOE de Sevilla. 

## Biografía
En el ámbito profesional fue profesor de Educación Secundaria en el IES La Roda. 
En el ámbito político comienza siendo alcalde de La Roda de Andalucía, cargo que desempeña desde mayo de 1983 a julio de 1995, siendo el segundo alcalde electo democráticamente tras el fallecimiento de Francisco Franco.
Fue vicepresidente, diputado provincial y portavoz del Grupo Socialista en la Diputación Provincial de Sevilla, llegando a ser presidente de dicha corporación interrumpidamente, desde 2004 a 2023. Además forma parte de la ejecutiva regional del PSOE, de la que se desempeña como secretario de Desarrollo Rural y Agricultura, y de la dirección provincial de los socialistas de Sevilla.
Entre los años 2012 a 2023 fue presidente de la Federación Andaluza de Municipios y Provincias, y por último es presidio la Comisión de control de la Caja de Ahorros de San Fernando.